# جاقسی، آق‌مولا
جاقسی (قزاقی: Жақсы) یک سکونتگاه مسکونی در قزاقستان است که در استان آق‌مولا واقع شده‌است. جاقسی ۴۶۷۸ نفر جمعیت دارد.